# マハーデーヴ・ゴーヴィンド・ラーナデー

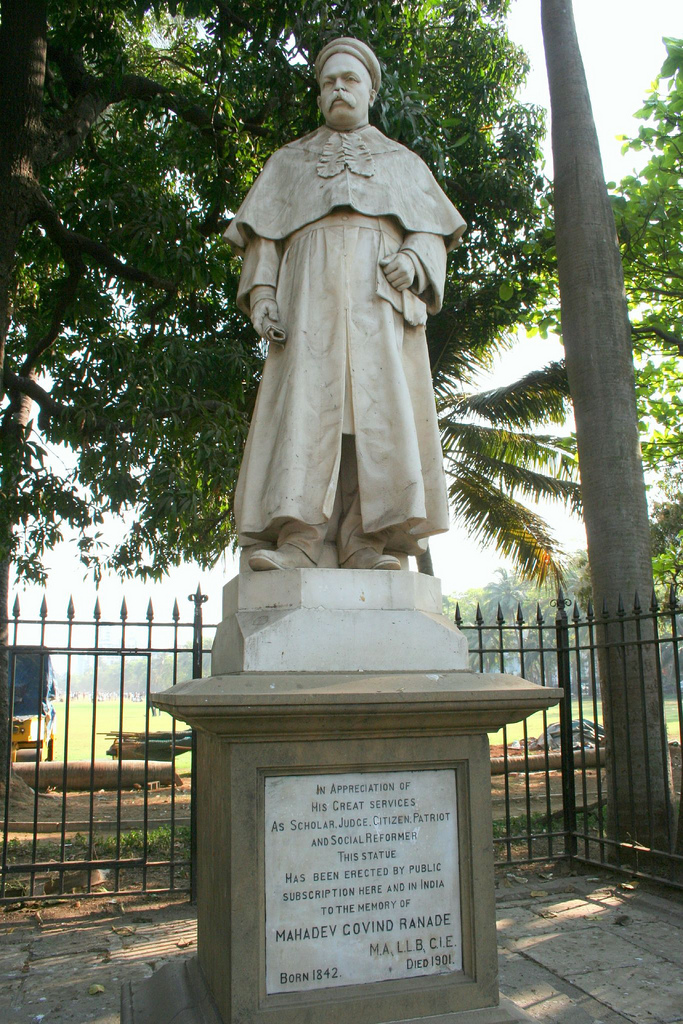
マハーデーヴ・ゴーヴィンド・ラーナデー

マハーデーヴ・ゴーヴィンド・ラーナデー（英語：Mahādēv Gōvind Rānaḍē、1842年1月18日 - 1901年1月16日）は、インドの活動家、政治家。インド国民会議派の創設メンバーであり、同様にボンベイ立法議会の議員、中央財政委員会の委員、ボンベイ高等裁判所の判事といった複数の称号を持っていた。
著名な公人として、冷静で忍耐強い楽天家であるという性格がイギリスとの取引やインドの改革に対する姿勢に影響を与えたと考えられている。その生涯の中で、Vaktruttvottejak Sabha、Poona Sarvajanik Sabha、Prarthana Samajの設立を支援しており、自身の社会・宗教改革の思想に基づいて創刊されたボンベイの英・マラーティー語新聞であるInduprakashでも編集者を務めたとされている。